# I am...
I am... é o quarto álbum de estúdio da cantora japonesa Ayumi Hamasaki, lançado em 1 de janeiro de 2002. O álbum marca um mudança no estilo musical de Ayumi que passa a incorporar músicas baseada em fé e esperança e se afastar de músicas com temas de solidão, tristeza e confusão, presente nos seu álbuns anteriores e que começaram a incorporar elementos do rock em suas músicas. Esse álbum também marcou uma mundana na produção dos álbum da cantora, aonde ele passa a ter um participação maior do que havia tido em outros álbum, Ayumi passa além de escrever as letras para seus álbuns também passou a compor as suas próprias canções  adotando o pseudônimo de compositora "CREA".
I am... foi um sucesso comercial, tanto no Japão como em outros países asiáticos como Singapura onde o álbum vendeu mais de 10.000 cópias, incomum para um álbum japonês. No Japão I am... vendeu mais de 2.300.000 cópias e sendo certificado 3x Million pela RIAJ e foi o segundo álbum mais vendido de 2002. "I am..." é o 55º álbum mais vendido de todos os tempos no Japão.

## Influência e antecedentes
Após os atentados de 11 de setembro, Ayumi teve uma "mudança de coração", embora ela já tivesse feito o planejamento do álbum desde o início de 2001, ela abandonou a sua ideia original para o álbum, após os atentados. Influenciada pelos acontecimentos, Ayumi deixou de lado os temas de solidão, confusão e tristeza que marcaram seus lançamentos anteriores e começou  em temas opostos como a fé, esperança e paz. A letra de "A Song is born", em particular, foi diretamente influenciada pelos atentados. Ayumi também revisou a capa do álbum para caber dentro dos novos temas, ela retratou-se na capa do álbum como a "musa de paz", usando um vestido de vinhas e com uma pomba sentada em seu ombro simbolizando a paz.

## Composição e estilo musical
Com o lançamento do primeiro single "M", Lançado em Dezembro de 2000 Ayumi deu seus primeiros passos como compositora, adotando o pseudônimo "CREA". Ayumi escreveu todas as letras do álbum e compôs quase todas as músicas sozinha, algumas das músicas ela compôs em parceira com o compositor e guitarrista D.A.I da banda Do As Infinity.
Ayumi começou a incorporar estilos com rock e música eletrônica em sua música. O álbum usa uma variedade de instrumentos musicais; "M" usa piano, instrumento de cordas, sinos e guitarra elétrica, "A Song is born"  foi usado um sintetizador, e em "Endless Sorrow" e "no more words" e usado piano e instrumentos orquestrais.

## Faixas
Todas as faixas escritas e compostas por Ayumi Hamasaki. 
| CD  |                                              |                               |         |  |
| N.º | Título                                       | Música                        | Duração |  |
| 1.  | "I am..."                                    | Crea                          | 5:30    |  |
| 2.  | "Opening Run"                                | CMJK                          | 0:57    |  |
| 3.  | "Connected"                                  | Ferry Corsten                 | 3:20    |  |
| 4.  | "Unite!"                                     | Crea                          | 4:58    |  |
| 5.  | "Evolution"                                  | Crea                          | 4:40    |  |
| 6.  | "Naturally"                                  | Crea                          | 4:16    |  |
| 7.  | "Never Ever"                                 | Crea                          | 4:40    |  |
| 8.  | "Still Alone"                                | Crea                          | 5:55    |  |
| 9.  | "Daybreak"                                   | Crea, D.A.I e Junichi Matsuda | 4:47    |  |
| 10. | "Taskinlude"                                 | Crea + D.A.I                  | 1:19    |  |
| 11. | "M"                                          | Crea                          | 4:28    |  |
| 12. | "A Song is Born"                             | Tetsuya Komuro                | 6:16    |  |
| 13. | "Dearest"                                    | Crea + D.A.I                  | 5:32    |  |
| 14. | "No More Words"                              | Crea + D.A.I                  | 5:46    |  |
| 15. | "Endless Sorrow ～gone with the wind ver.～" | Crea + D.A.I                  | 8:15    |  |